# Alí Sayyad Shirazí

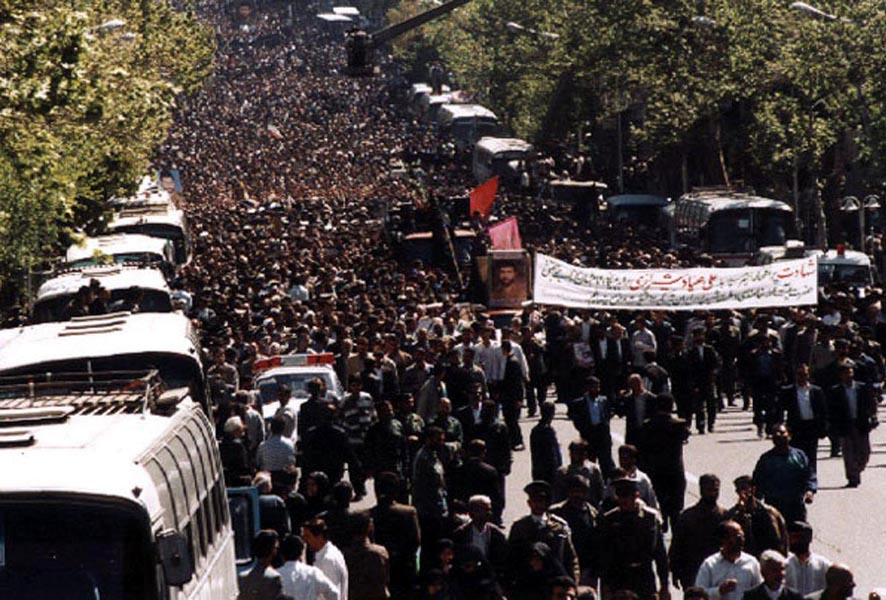
Gente iraní en el funeral del general Ali Sayad Shirazi

Alí Sayyad Shirazí (en persa علی صياد شیرازی tr.) (Kabud Gonbad, 13 de junio de 1944 – Teherán, 10 de abril de 1999) fue un militar iraní que llegó a ser jefe del Estado Mayor de las Fuerzas Armadas de su país durante la guerra entre Irán e Irak (1980-1988) contra Irak. Fue asesinado en 1999. Tuvo un rol central en suprimir una revuelta en el Kurdistán iraní.

## Biografía
Shirazí nació en Dargaz, distrito rural de Kabud Gonbad, Irán, en junio de 1944, sus antepasados procedían de Isthabanat y Neyriz, en la provincia de Fars. Su abuelo, que partió hacia Jorasán, se estableció en Dargaz. Poco después de su nacimiento, su familia se trasladó a Mashhad, donde vivieron 2 años, y más tarde se trasladaron a la región de Mazandaran, viviendo en las ciudades de Gorgan, Amol y Gonbad Kavous. Se graduó en el instituto Amirkabir de Teherán. Su padre, suboficial del ejército iraní, le inspiró y motivó para alistarse en el ejército y en 1964 ingresó como cadete; fue asignado como teniente segundo en la artillería y en 1974 fue enviado a Estados Unidos para instruirse y educarse. Regresó a su país donde se manifestó contra el Sha Mohammad Reza Pahlevi y apoyó la Revolución iraní de 1979, por consiguiente fue despedido de su comisión y encarcelado por el Sha. Tras la revolución sirvió en los Cuerpos de la Guardia Revolucionaria Islámica (CGRI) y ascendió a general.

## Guerra entre Irán e Irak

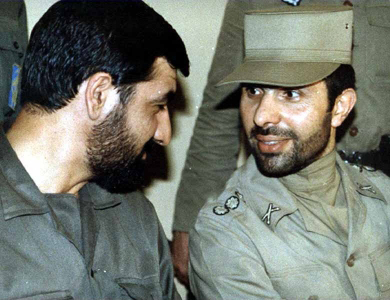
Shirazí con el general Mohsen Rezaí (derecha).

Durante la guerra entre Irán e Irak Sayad Shirazi fue uno de los más importantes generales de Irán. En 1981 el ayatolá Jomeini lo fijó como comandante de la CGRI. En 1982 se propuso hacerse famoso por lo que llevó a los soldados Pasdarán (soldados de la CGRI) y de la milicia Basij en la Operación Victoria Innegable, que fue la primera vez que Irán fue capaz de vencer a Irak en una gran batalla, en la que Irán quebró las “impenetrables” líneas de defensa iraquíes y los expulsó del área de Dezful-Shush, esta operación fue considerada por muchos como el punto crucial de la guerra. Durante el intento iraní para tomar Basora con la Operación Ramadán Shirazí dijo: “Continuaremos en guerra hasta que Saddam Hussein sea derrocado para poder orar en Karbala y Jerusalén”. 
En 1988, los Muyahidines del Pueblo de Irán, con la ayuda de Sadam Huseín, invadieron el oeste de Irán y se enfrentaron a las fuerzas iraníes por Kermanshah. La contraofensiva iraní, la Operación Mersad (dirigida por Shirazi), derrotó a las fuerzas del MEK. También dirigió otras exitosas operaciones militares contra Irak, como la Operación Zafar 7; y la Operación Nasr-4. En 1989, Shirazi recibió la más alta distinción militar de las fuerzas armadas iraníes, la medalla Fath («conquista» en persa y árabe).
Al finalizar la guerra, Shirazi no fue ascendido a general de división (a diferencia de sus homólogos), sino que se le asignaron varios destinos de Estado Mayor.
Ali Sayyad Shirazi (junto con Mohsen Rezai y Ali Akbar Hashemi Rafsanjani) era considerado uno de "los líderes militares y civiles iraníes más belicistas y los que más claramente abogaban por continuar la guerra en Irak".

## Asesinato
El 10 de abril de 1999, a las 6:45 a. m. hora local, fue asesinado en la capital Teherán, frente a su casa cuando se dirigía al trabajo. El MEK se responsabilizó del crimen afirmando que era en venganza por destruir a este grupo terrorista en la Operación Mersad. El ayatolá y jefe del estado Seyyed Alí Jameneí, en su mensaje sobre el martirio de Shirazi, dijo: El fervoroso y valiente comandante del ejército islámico y devoto soldado de la religión y el sagrado Corán llegó a ser martirizado por las manos de los criminales, sangrientos y desgraciados hipócritas. Esta no es la primera ni la última vez en la que un fervoroso y amante de las ideas de la fe divina ha sido martirizado por las sucias, criminales y corruptas manos de ciertos mercenarios que solamente viven al servicio de los enemigos del islam. Las llanuras calientes de Juzestán y las altas montañas de Kurdistán han sido testigos de la preparación y devoción del valiente y determinado hombre quien escribió numerosas memorias de su coraje y sacrificio durante los 8 años del período de la Defensa Santa. El expresidente iraní Seyyed Mohammad Jatamí lo describió como «un comandante del islam e hijo honorable de Irán».
Un portavoz de Muyahidín Jalq dijo que Shirazi había sido elegido como objetivo por "purgar y ejecutar a personal militar y por la muerte de cientos de miles de adolescentes en la guerra Irán-Irak de la década de 1980, en la que comandó las fuerzas terrestres de Irán".

## Legado
Muchas calles y edificios tienen su nombre, incluidos el Hotel Sayyad Shirazí, de 5 estrellas en Mashhad y la autovía urbana Sayyad Shirazí en Teherán.